# Clearasil

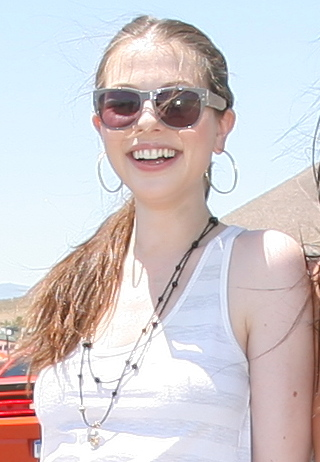
Michelle Trachtenberg, het nieuwste gezicht van Clearasil (2009)

Clearasil is een merk van huidverzorgingsproducten, voornamelijk ter behandeling van acne.  Als actieve bestanddelen bevatten zij benzoylperoxide, triclosan, salicylzuur en/of waterstofperoxide. Clearasil heeft een breed gamma producten, zowel voor de behandeling van acute acne als voor preventieve huidverzorging.
Clearasil is anno 1950 ontwikkeld in de Verenigde Staten door Ivan Combe en Kedzie Teller. Het was het eerste merk dat zich toelegde op de behandeling van puistjes bij jongeren. De actieve bestanddelen in de originele formule waren zwavel en resorcinol.
Combe promootte zijn product via gratis stalen en door sponsoring van American Bandstand, een populaire televisieshow van de American Broadcasting Company.
In 1961 werd het merk gekocht door Vicks.
In 1975 tekende de bekende diskjockey Wolfman Jack een contract om Clearasil Acnezalf te promoten.
In 1985 werd Vicks overgenomen door Procter & Gamble samen met de merknaam Clearasil.
In 2000 verhuisde Clearasil naar de Britse apotheekketen Boots Group.
In 2006 werd Boots Healthcare International overgenomen door Reckitt Benckiser.
In 2009 tekende actrice Michelle Trachtenberg voor de verkiezing van de eerste Clearasil Dance Crew, waarvoor zo’n 440.000 Amerikaanse stemmen werden uitgebracht.